# Rômulo (calciatore 1987)
Rômulo Souza Orestes Caldeira, noto semplicemente come Rômulo (Pelotas, 22 maggio 1987), è un ex calciatore brasiliano naturalizzato italiano, di ruolo centrocampista.

## Biografia
Ha il passaporto italiano: i suoi trisavoli erano originari di Venezia.

## Caratteristiche tecniche
All'inizio della carriera calcistica, ha giocato prevalentemente come terzino destro o esterno in un centrocampo a 5. Può essere impiegato anche sulla fascia sinistra. Ha un'ottima capacità di corsa, possiede una buona tecnica e sa curare bene anche la fase difensiva. Nel corso della preparazione estiva 2011 di Cortina d'Ampezzo è stato più volte provato anche come esterno d'attacco. Durante il ritiro 2012 di Moena ha cominciato ad essere impiegato anche nel ruolo di interno di centrocampo, risultando un vero e proprio jolly. Nella stagione 2016-2017 il suo allenatore al Verona, Fabio Pecchia lo ha schierato spesso come ala offensiva in un tridente d'attacco.

## Carriera

### Club

#### Le stagioni in Brasile
Dopo aver militato nelle serie minori brasiliane con le maglie del Caxias, del Metropolitano e della Chapecoense con una breve esperienza alla Juventude, nel 2009 fa il suo esordio nella Série A brasiliana con il Santo André. Nel 2010 approda al Cruzeiro dove disputa 16 partite segnando un gol. Nel 2011 passa in prestito ad un'altra importante squadra brasiliana, l'Atlético Paranaense, dove rimane fino a giugno.

#### Fiorentina
Il 29 giugno 2011 viene acquistato dalla Fiorentina per una cifra intorno ai 2,5 milioni di euro, con cui firma un contratto quadriennale. Esordisce in Serie A il 21 settembre in Fiorentina-Parma (3-0), subentrando al 74' ad Alessio Cerci. Nella stagione 2011-2012 realizzerà 10 presenze senza segnare.
Il 30 settembre 2012, alla sesta giornata del campionato successivo, mette a segno a San Siro il suo primo goal in Serie A nella sconfitta per 2-1 contro l'Inter.
Il 21 aprile 2013 Romulo realizza il secondo gol in maglia viola, segnando il gol decisivo del 4-3 contro il Torino.
In totale nella sua seconda stagione con i viola totalizza 20 presenze e 2 reti.

#### Verona
Il 14 agosto 2013 passa in prestito con diritto di riscatto della metà al Verona. Esordisce col club scaligero il 17 agosto 2013 nella partita di Coppa Italia Palermo-Verona (0-1), subentrando nel secondo tempo a Jacopo Sala. Il 15 settembre mette a segno il primo gol con la maglia gialloblù durante la vittoria casalinga per 2-0 sul Sassuolo.
Il 14 luglio 2014 il Verona riscatta l'intero cartellino del giocatore dalla Fiorentina, per 3,5 milioni di euro.

#### Juventus
Il 2 agosto 2014 passa alla Juventus in prestito oneroso ad un milione di euro con diritto di riscatto fissato a 6 milioni, che diventerà obbligatorio se, nel corso della stagione, il giocatore avrà disputato almeno il 60% delle gare ufficiali. Decide di indossare la maglia numero 2. Il 16 settembre seguente esordisce in bianconero, subentrando a Stephan Lichtsteiner nel match di Champions League vinto per 2-0 contro il Malmö allo Juventus Stadium. Questa partita segna anche il suo debutto nelle coppe europee. Il 20 settembre fa il suo esordio stagionale in campionato, nella vittoria per 1-0 sul campo del Milan.
È costretto a saltare il resto della prima parte di stagione a causa di continui problemi agli adduttori. Nel mese di dicembre decide di operarsi ed è così costretto ad uno stop di tre mesi. Torna in campo il 9 maggio 2015, nel pareggio casalingo per 1-1 contro il Cagliari. In seguito alla partita contro l'Inter del 16 maggio (2-1) è vittima di una lesione al retto femorale della coscia sinistra, che lo costringe a chiudere anzitempo la stagione. Il giocatore termina la sua prima ed unica annata alla Juventus disputando solo cinque partite tra campionato e coppe, senza mai andare a segno.
Al termine della stagione la società bianconera decide di non esercitare il diritto di riscatto ed il giocatore fa così ritorno al Verona.

#### Ritorno al Verona
Nella stagione 2015-2016 gioca poche partite a causa dei numerosi problemi fisici che lo affliggono dove tuttavia racimola in campionato solamente 9 presenze. Con la retrocessione a fine stagione in Serie B del Verona, arriva nel settembre 2016 il rinnovo di contratto con gli scaligeri prolungando fino al giugno 2019. Il 1º maggio 2017 è decisiva al 95' la sua rete nella vittoria interna per 3-2 nel derby veneto disputato sotto la pioggia al Bentegodi, contro il Vicenza. Tuttavia durante l'intera stagione riesce a giocare con più continuità con i gialloblu, contribuendo notevolmente alla promozione dei veneti dopo solamente un anno, nella massima serie.
Il 16 ottobre 2017 segna la rete decisiva nella partita vinta in casa per 1-0 contro il neo-promosso Benevento. Il 31 marzo 2018, nella gara persa per 3-0 in trasferta contro l'Inter, disputa l'ultima parte dell'incontro nel ruolo di portiere, dopo l'espulsione del compagno Nicolas.

#### Genoa, Lazio e Brescia
L'11 luglio 2018 passa al Genoa da svincolato e l'11 agosto successivo esordisce a Marassi nella vittoria per 4-0 in Coppa Italia contro il Lecce. Sigla il suo primo gol in rossoblu il successivo 28 ottobre, realizzando un rigore nel pareggio per 2-2 contro l'Udinese.
Il 31 gennaio 2019, dopo 17 presenze e 1 gol, viene ceduto in prestito con diritto di riscatto alla Lazio. Esordisce con la nuova maglia il 7 febbraio nella partita casalinga contro l'Empoli.
Il 18 giugno 2019 con un tweet, il calciatore ha annunciato il ritorno al Genoa, in quanto la Lazio ha deciso di non riscattarlo. Il 2 settembre 2019, dopo aver già esordito in campionato con il Genoa, passa in prestito al Brescia. Il 21 settembre successivo, segna la sua prima rete con la maglia delle Rondinelle, decidendo la trasferta in casa dell'Udinese. Il 30 giugno 2020 la società lombarda comunica il mancato accordo col giocatore per il prolungamento del contratto fino al termine della stagione, posticipato in seguito alla pandemia di COVID-19; il calciatore lascia così in maniera immediata le Rondinelle.

#### Ritorno al Cruzeiro
Dopo avere lasciato il Brescia è rimasto svincolato sino al 26 marzo 2021, giorno in cui ha fatto ritorno al Cruzeiro. Durante la sua permanenza nel club brasiliano, totalizzerà nel Campeonato Brasileiro Série A 46 presenze senza mai andare a segno e mentre, nel Campionato Mineiro, totalizzerà 17 presenze
Il 1⁰ gennaio 2023, dopo un anno del tutto buono, il suo contratto scadrà, rimanendo svincolato.

### Nazionale
Dal 14 al 15 aprile 2014 è stato convocato dal CT della nazionale italiana Cesare Prandelli per un test di valutazione funzionale in vista dei Mondiali 2014. Il 13 maggio 2014 è stato inserito nella lista di 30 calciatori pre-convocati in vista dei Mondiali 2014. Tuttavia, nonostante fosse stato inserito in seguito anche nella lista dei 23 calciatori disponibili per il mondiale, il 2 giugno rifiuta la convocazione, dichiarando di non essere al 100% dal punto di vista fisico e preferendo cedere il posto a chi è più in forma di lui.

## Statistiche

### Presenze e reti nei club
Statistiche aggiornate al 27 giugno 2020.
| Stagione           | Squadra            | Campionato         | Campionato | Campionato | Coppe nazionali | Coppe nazionali | Coppe nazionali | Coppe continentali | Coppe continentali | Coppe continentali | Altre coppe | Altre coppe | Altre coppe | Totale | Totale |
| Stagione           | Squadra            | Comp               | Pres       | Reti       | Comp            | Pres            | Reti            | Comp               | Pres               | Reti               | Comp        | Pres        | Reti        | Pres   | Reti   |
| ------------------ | ------------------ | ------------------ | ---------- | ---------- | --------------- | --------------- | --------------- | ------------------ | ------------------ | ------------------ | ----------- | ----------- | ----------- | ------ | ------ |
| 2007               | Juventude          | A                  | 20         | 1          | -               | -               | -               | -                  | -                  | -                  | -           | -           | -           | 20     | 1      |
| 2008               | Metropolitano      | C                  | 25         | 0          | -               | -               | -               | -                  | -                  | -                  | -           | -           | -           | 25     | 0      |
| 2009               | Chapecoense        | D                  | 27         | 3          | CB              | 0               | 0               | -                  | -                  | -                  | -           | -           | -           | 27     | 3      |
| 2009               | Santo André        | A1/SP+A            | 0+22       | 0+1        | CB              | 0               | 0               | -                  | -                  | -                  | -           | -           | -           | 22     | 1      |
| 2010               | Santo André        | A1/SP+B            | 0+1        | 0          | CB              | 0               | 0               | -                  | -                  | -                  | -           | -           | -           | 1      | 0      |
| Totale Santo Andrè | Totale Santo Andrè | Totale Santo Andrè | 23         | 1          |                 | 0               | 0               |                    | -                  | -                  |             | -           | -           | 23     | 1      |
| 2010               | Cruzeiro           | M1/MG+A            | 0+16       | 0+1        | -               | -               | -               | CL                 | 0                  | 0                  | -           | -           | -           | 16     | 1      |
| 2011               | Atlético-PR        | A                  | 5          | 0          | -               | -               | -               | -                  | -                  | -                  | -           | -           | -           | 5      | 0      |
| 2011-2012          | Fiorentina         | A                  | 10         | 0          | CI              | 0               | 0               | -                  | -                  | -                  | -           | -           | -           | 10     | 0      |
| 2012-2013          | Fiorentina         | A                  | 20         | 2          | CI              | 4               | 0               | -                  | -                  | -                  | -           | -           | -           | 24     | 2      |
| Totale Fiorentina  | Totale Fiorentina  | Totale Fiorentina  | 30         | 2          |                 | 4               | 0               |                    | -                  | -                  |             | -           | -           | 34     | 2      |
| 2013-2014          | Verona             | A                  | 32         | 6          | CI              | 1               | 0               | -                  | -                  | -                  | -           | -           | -           | 33     | 6      |
| 2014-2015          | Juventus           | A                  | 4          | 0          | CI              | 0               | 0               | UCL                | 1                  | 0                  | SI          | 0           | 0           | 5      | 0      |
| 2015-2016          | Verona             | A                  | 9          | 0          | CI              | 1               | 0               | -                  | -                  | -                  | -           | -           | -           | 10     | 0      |
| 2016-2017          | Verona             | B                  | 39         | 4          | CI              | 2               | 0               | -                  | -                  | -                  | -           | -           | -           | 41     | 4      |
| 2017-2018          | Verona             | A                  | 37         | 3          | CI              | 3               | 0               | -                  | -                  | -                  | -           | -           | -           | 40     | 3      |
| Totale Verona      | Totale Verona      | Totale Verona      | 117        | 13         |                 | 7               | 0               |                    | -                  | -                  |             | -           | -           | 124    | 13     |
| 2018-gen. 2019     | Genoa              | A                  | 17         | 1          | CI              | 2               | 0               | -                  | -                  | -                  | -           | -           | -           | 19     | 1      |
| gen.-giu. 2019     | Lazio              | A                  | 10         | 0          | CI              | 2               | 0               | UEL                | 1                  | 0                  | -           | -           | -           | 13     | 0      |
| ago. 2019          | Genoa              | A                  | 1          | 0          | CI              | 1               | 0               | -                  | -                  | -                  | -           | -           | -           | 2      | 0      |
| Totale Genoa       | Totale Genoa       | Totale Genoa       | 18         | 1          |                 | 3               | 0               |                    | -                  | -                  |             | -           | -           | 21     | 1      |
| 2019-2020          | Brescia            | A                  | 22         | 1          | CI              | -               | -               | -                  | -                  | -                  | -           | -           | -           | 22     | 1      |
| 2021               | Cruzeiro           | M1/MG+B            | 7+36       | 0+0        | CB              | 3               | 0               | -                  | -                  | -                  | -           | -           | -           | 46     | 0      |
| mar.-set. 2024     | Athletic           | C                  | 10         | 0          | CB              | 0               | 0               | -                  | -                  | -                  | -           | -           | -           | 10     | 0      |
| Totale carriera    | Totale carriera    | Totale carriera    | 370        | 23         |                 | 19              | 0               |                    | 2                  | 0                  |             | 0           | 0           | 391    | 23     |

## Palmarès

### Club
- Campeonato Brasileiro Série D: 1

Chapecoense: 2009
- Campionato italiano: 1

Juventus: 2014-2015
- Coppa Italia: 2

Juventus: 2014-2015
Lazio: 2018-2019